# Adam Kazimierz Galicki
Adam Kazimierz Galicki herbu Poraj – skarbnik brzeskokujawski w latach 1662-1670.
Był elektorem Michała Korybuta Wiśniowieckiego z województwa brzeskokujawskiego w 1669 roku.